# Piotr Bielański
Piotr Bielański, Ritter von Bielański (ur. 1736, zm. 29 maja 1798) – duchowny greckokatolicki. 30 X 1779 mianowany biskupem, konsekrację uzyskał 23 IX 1781 r. Od 1780 lub 1781 biskup lwowski, założyciel greckokatolickiego seminarium duchownego we Lwowie w 1783 r., od 1794 r. po śmierci biskupa Maksymiliana Ryłły także administrator eparchii przemyskiej.  W 1782 otrzymał tytuł szlachecki Ritter.
Jego staraniem w ostatnich latach XVIII w. została zbudowana wieża cerkwi parafialnej p.w. Św. Piotra i Pawła we Lwowie.
Był członkiem komisji pełnomocnej lwowskiej, powołanej w 1790 roku dla układów z Leopoldem II Habsburgiem.

## Literatura dodatkowa
- Michał Wąsowicz: Bielański Piotr. W: Polski Słownik Biograficzny. T. 2: Beyzym Jan – Brownsford Marja. Kraków: Polska Akademia Umiejętności – Skład Główny w Księgarniach Gebethnera i Wolffa, 1936, s. 34–35. Reprint. Kraków: Zakład Narodowy im. Ossolińskich, 1989. ISBN 83-04-03291-0.
- S. Górzyński: Nobilitacje w Galicji w latach 1772-1918. Warszawa, 1999.
- о. Роман Лукань ЧСВВ. Причинки до історії Бучацьких шкіл. [w:] „Записки Чину Святого Василія Великого”. IV, ed. 3—4, s. 759. (ukr.)